# Bockwindmühle Eimersleben

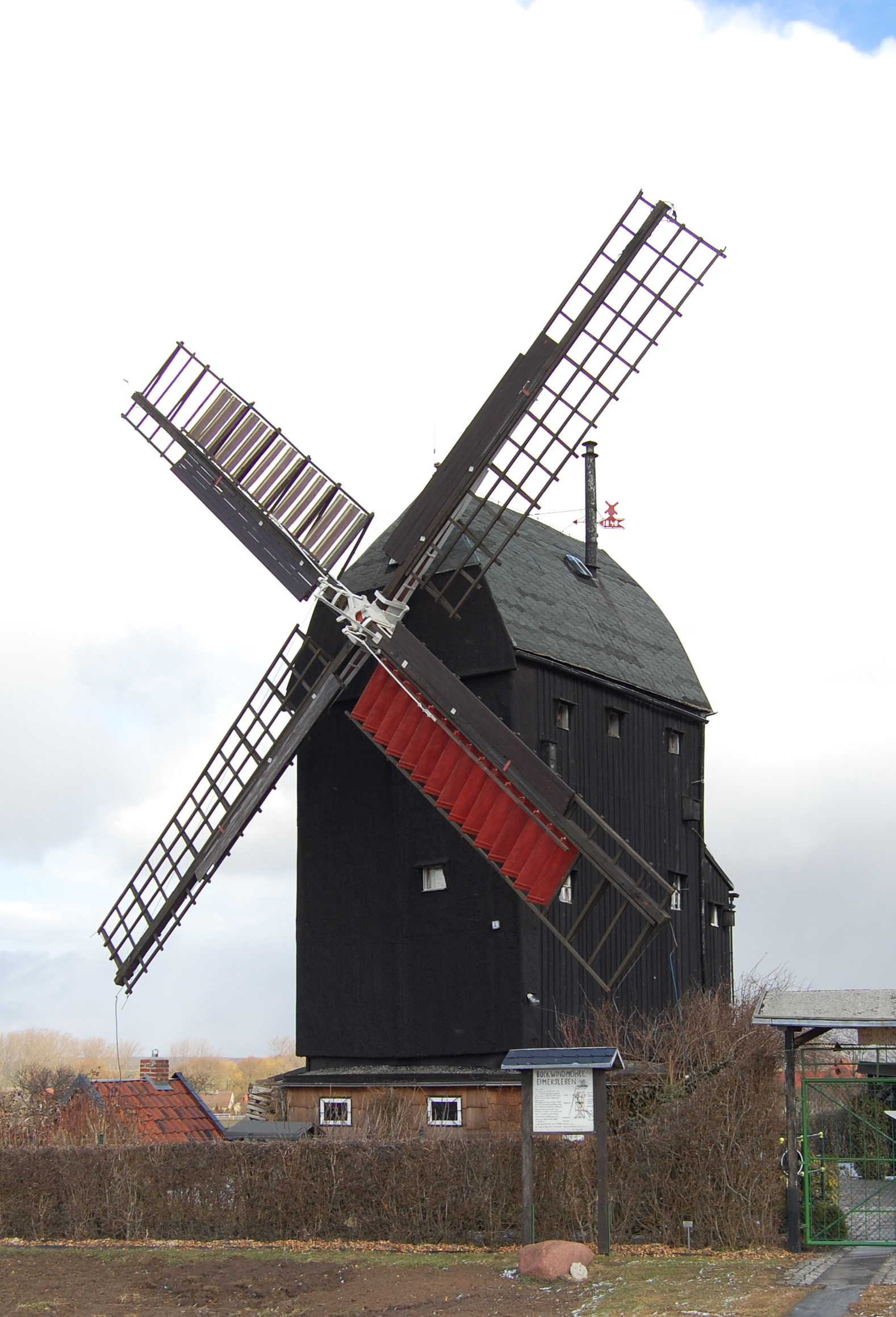
Bockwindmühle Eimersleben im Jahr 2010

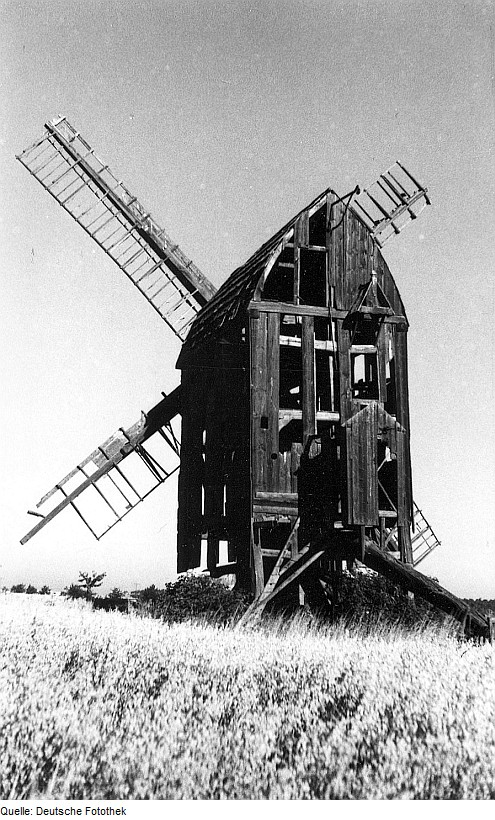
Zustand im Jahr 1973

Die Bockwindmühle Eimersleben ist eine Bockwindmühle in der Nähe des zur Gemeinde Ingersleben gehörenden Dorfes Eimersleben in Sachsen-Anhalt.
Die Windmühle steht auf einer kleinen Anhöhe westlich des Dorfes, südlich der Bundesstraße 1.

## Geschichte
Erbaut wurde die Mühle im Jahr 1848. Zur Geschichte ist ein Kaufvertrag überliefert, mit dem August Müller aus Eimersleben die Mühle am 11. Juli 1863 für 3.050 Taler an Heinrich Güldenpfenig aus Colbitz verkaufte. Die Windmühle war bis 1952 in Betrieb, danach jedoch dem Verfall preisgegeben. 1985 begann die Rekonstruktion der bereits stark verfallenen Anlage. Der erste Hammerschlag wurde am 7. Oktober 1985, dem 36. Jahrestag der DDR, ausgeführt.

## Ausstattung und Nutzung
Reste der ursprünglichen Mühlentechnik sind erhalten, so ein Mahlgang und der Sackaufzug. Auch die Flügel sind vorhanden. Zwei der Flügel sind als Jalousieflügel gefertigt, die anderen beiden sind für eine Besegelung ausgerüstet. Auf der Mühle befindet sich einseitiges Krüppelwalmdach.
Heute wird die Mühle als privates Wochenendgrundstück benutzt. Eine Besichtigung ist nach Voranmeldung möglich.